# Династія Нгуєн
Династія Нгуєн (тьи-ном: 茹阮, в'єт. Nhà Nguyễn; тьи-хан: 阮朝, в'єт. Nguyễn triều; 1802-1945) — остання імператорська династія у В'єтнамі яка правила В'єтнамом практично незалежно з 1802 по 1883 рік. За час свого існування імперія розширилася до сучасного Південного В'єтнаму, Камбоджі і Лаосу завдяки продовженню багатовікових сіамсько-в'єтнамських воєн і експансії на південь. Після 1883 року імператори Нгуєн номінально правили як глави французьких протекторатів Аннам і Тонкін до останніх місяців Другої світової війни; пізніше вони номінально правили В'єтнамської імперією до капітуляції Японії.
13 імператорів династії Нгуєн сиділи на троні в Хюе протягом 143 років. 
Імператори перераховані за їх іменами-девізами, так, як їх прийнято згадувати у В'єтнамі.

## Назва
У 1802 році імператор Цзяцін з династії Цин відхилив пропозицію Зя Лонга назвати його країну "Намв'єт" (Nam Việt) на честь стародавньої держави і замість цього присвоїв назву "В'єтнам" (Việt Nam, 越南) своїм імператорським указом під час правління Зя Лонга.

## Історія

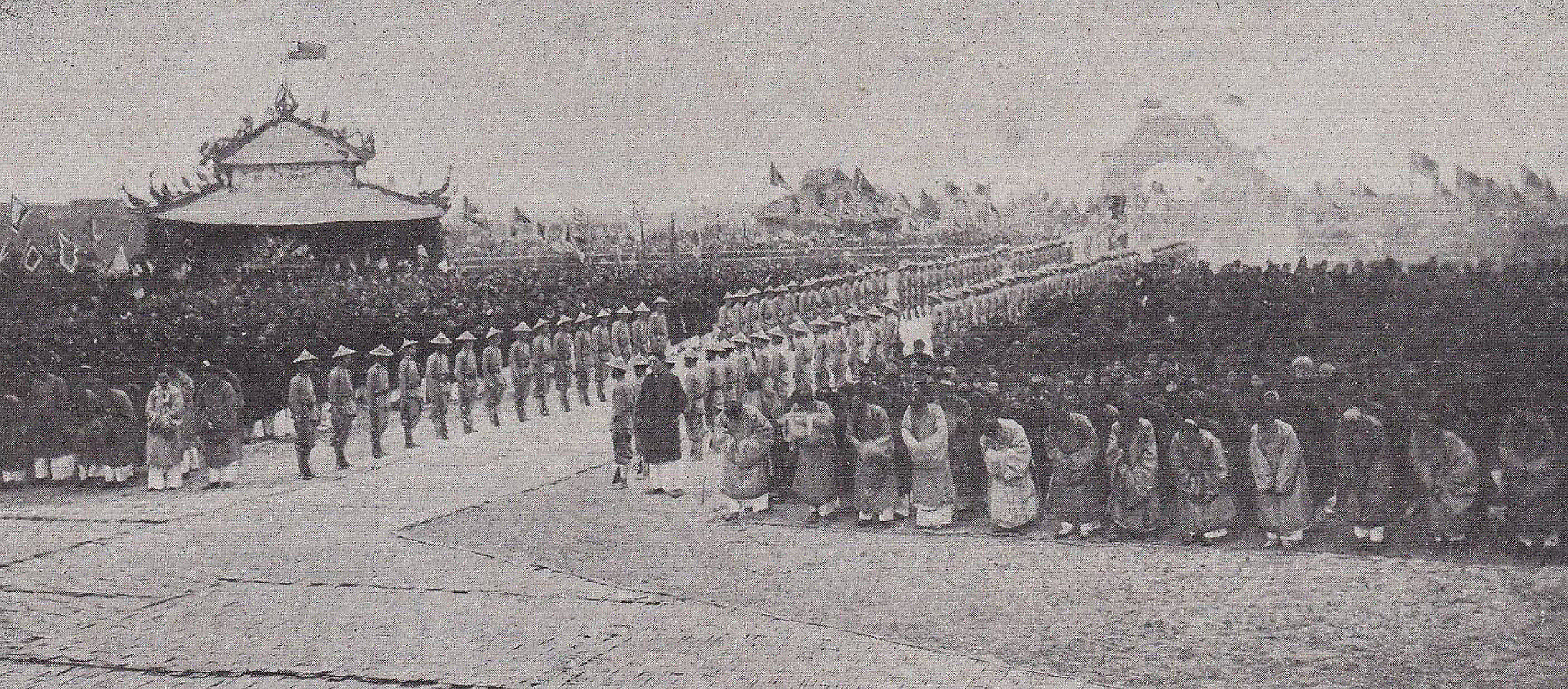
Його величність Бао-Дай здійснив паломництво до могил предків династії в Тхань-Хоа 17-го числа 10-го місяця (4 листопада 1932 р.).

## Перелік імператорів
1. Зя Лонг (Нгуєн Фук Ань, Нгуєн Тхе Те)
2. Мінь Манг (Нгуєн Фук Дам, Нгуєн Тхань Те)
3. Тхієу Чі (Нгуєн Фук Миєн Тонг, Нгуєн Хіен Те)
4. Ти Дик (Нгуєн Фук Хонг Ням, Нгуєн Зик Тонг)
5. Зук Дик (Нгуєн Фук Инг Ай)
6. Хієп Хоа (Нгуєн Фук Хонг Зат)
7. Кієн Фук (Нгуєн Фук Инг Данг)
8. Хам Нгі (народився під ім'ям Нгуєн Фук Инг Літь; 22 липня 1872 — 14 січня 1943). Він царював всього один рік (1884-1885).
9. Донг Кхань (Нгуєн Фук Инг Кі; 19 лютого 1864 — 28 січня 1889).
10. Тхань Тхай (14 березня 1879 — 24 березня 1954) мав при народженні ім'я Нгуєн Фук Биу Лан, син імператора Зук Дика. Правив протягом 18 років, у 1889-1907.
11. Зуї Тан (ім'я при народженні Нгуєн Фук Вінь Шан; 14 серпня 1899 — 25 грудня 1945) — імператор-дитина, що правив В'єтнамом між 1907 і 1916. Був сином імператора Тхань Тхая.
12. Кхай Дінь (в'єт. Khải Định) — передостанній імператор В'єтнаму (також відомий як Нгуєн Фук Биу Дао) був єдиним сином короля Донг Кханя та правив протягом 9 років (1916-1925).
13. Бао Дай (в'єт. Bảo Đại) (22 жовтня 1913 — 30 липня 1997) — останній імператор В'єтнаму, правитель прояпонскої маріонеткової держави В'єтнамська імперія. Народився під ім'ям Нгуєн Фук Вінь Тхюї в Хюе, який в той час був столицею В'єтнаму. За віросповіданням — католик. Його батьком був імператор Кхай Дінь.

## Нотатки
1. ↑  Використання класичної китайської мови в документах та кореспонденціях відрізняється від використання системи письма ти-ном для в’єтнамської мови.